# Alpaida amambay
Alpaida amambay este o specie de păianjeni din genul Alpaida, familia Araneidae, descrisă de Levi, 1988.
Este endemică în Paraguay. Conform Catalogue of Life specia Alpaida amambay nu are subspecii cunoscute.